# Tuba (Benguet)
Tuba (Bayan ng Tuba) är en kommun i Filippinerna. Kommunen ligger på ön Luzon, och tillhör provinsen Benguet. Folkmängden uppgår till 38 366 invånare.
Tuba är indelat i 13 barangayer.

## Bildgalleri

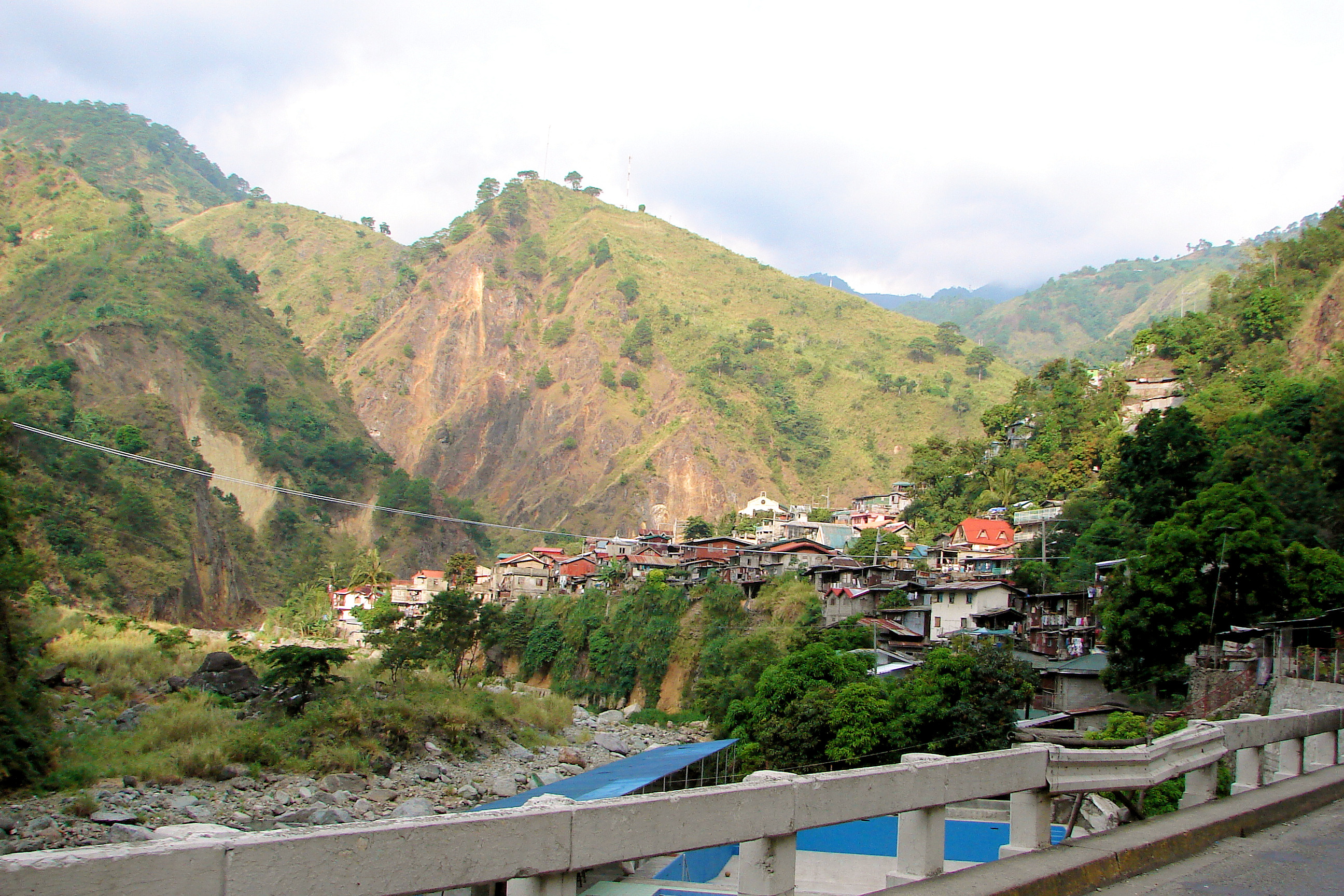
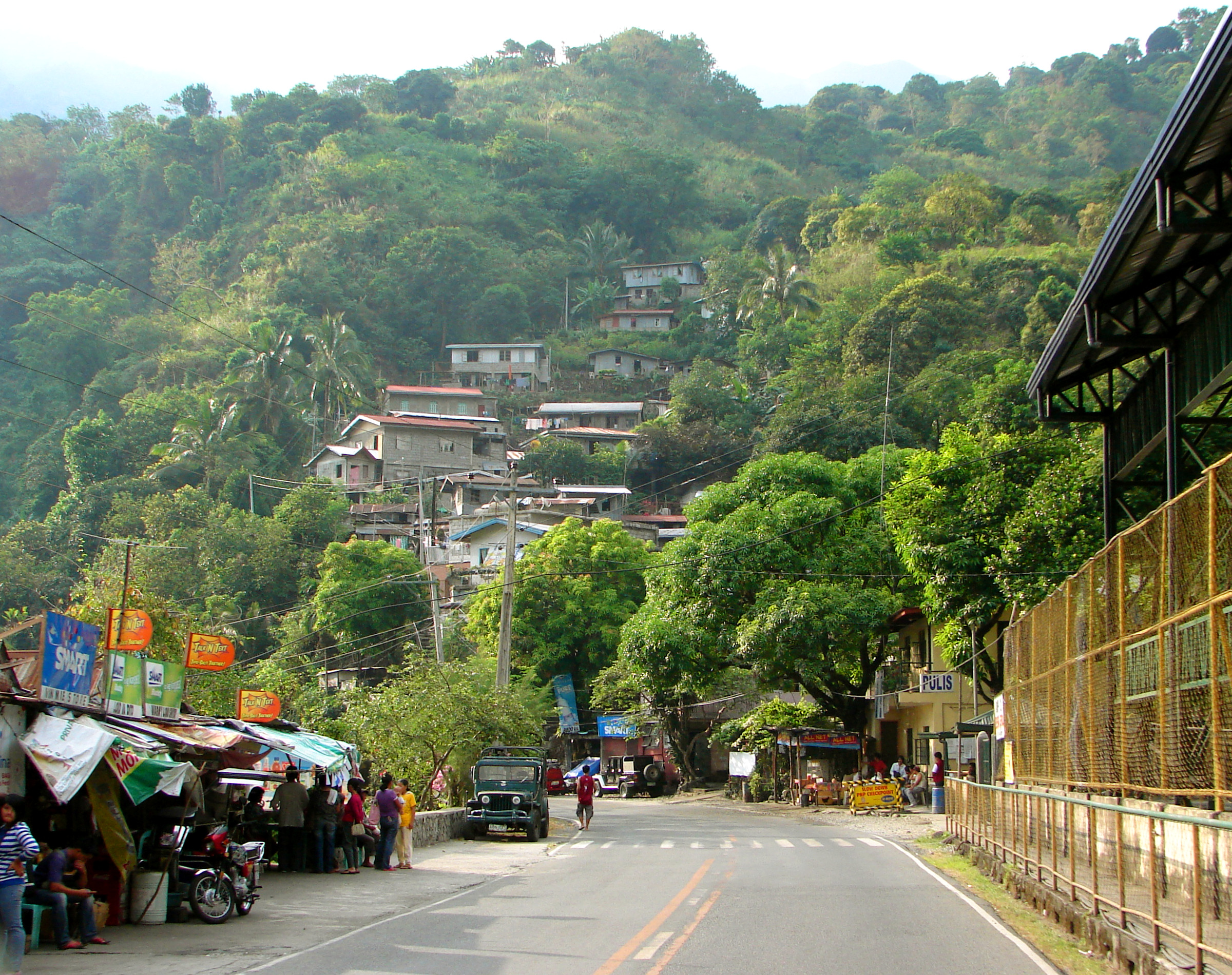